# Crash Bandicoot Nitro Kart 2
『Crash Bandicoot Nitro Kart 2』（Crash Bandicoot Nitro Kart 2）は、 アクティビジョン・ブリザードが2010年5月27日に発売したレースゲーム。

## 概要
『クラッシュ・バンディクー ニトロカート3D』の正統な続編。
収録されているコース（12コース）は『クラッシュ・バンディクー ニトロカート3D』とは異なりすべて新規で作成されている。シリーズおなじみの世界観のステージから、これまでには登場したことのない世界観のステージまで登場している。Multiplayerモード、Cupモード、Missionモード、Eliminatatorモード、Time attackモード、Arcadeモード、Skillモードがある。CUPモードでは、3つのコースで連続して競い合って、その合計ポイントで勝敗を決める。今作にはおはなしモードやストーリーモードは存在しない。『Crash of the Titans』でキャラクターデザインが大幅に修正されているが、今作ではすべてのキャラクターのデザインが過去の物に戻されている（5のキャラクターデザインのものと、ノーティドッグが手がけていた頃のデザインのキャラクターがいる）。多数のキャラクターとカートはアンロックする必要があるので、やり込み要素もおおい。日本でも配信中だが日本語でローカライズされていないので、ゲーム内もダウンロードページも英語表記になっている。ちなみに海外ではデイリーランキングで1位を獲得し、セール時には日本でも1位を獲得している。

## キャラクター
- クラッシュ・バンディクー
- ココ・バンディクー
- クランチ・バンディクー ※
- ヤヤ・パンダ ※
- プーラ ※
- ネオ・コルテックス
- ニーナ・コルテックス
- リパー・ルー ※
- エヌ・ジン ※
- タイニータイガー ※
- アクアク アイテムとして登場
- ウカウカ アイテムとして登場

※アンロックが必要なキャラクター

## ステージ
- Bandicoot Beach タスマニアのビーチから洞窟を抜けて島一周するコース。
- Haunted Hovel あやしい洋館とその庭がコース。途中にはコウモリやオバケもいる。
- Mayan Mayhem 古代の文明の遺跡コース。「エビル・プラント」（ひとくいばな）もいる。
- Wacky Volcano 火山一周コース。所々からマグマがあふれている。
- Anarchy in Antarctica 雪山のコース。とても滑りやすい。
- Bayou Blowout ジャングルコース。ツリーハウスなどがコースになっている。
- Hellenic Hijinx ギリシャステージ。白い柱や彫刻が障害物になっている。
- Lunatic Laboratory 外見はお屋敷。でも中に入ると大きな研究所になっている。
- Cactus Capers 西部劇の町並みと洞窟がメインのコース。きりたった崖がおおい。
- Goofy Galaxy 宇宙ステーションと宇宙空間のコース。飛んでいるUFOも攻撃してくる。
- Crazy in Kart-Mandu 中国の山一周コース。彫刻がたくさんある。
- Stinky Sewers 下水道ステージ。たくさん加速床が配置されている。